# Micromentignatha
Micromentignatha es un género de coleópteros adéfagos de la familia Carabidae.

## Especies
Contiene las siguientes especies:
- Micromentignatha leai (Sloane, 1905)
- Micromentignatha oblongicollis (W.J. MacLeay, 1888)